# Солнцевский проспект
Со́лнцевский проспе́кт (название 26 ноября 1984 года) — проспект в Западном административном округе города Москвы на территории района Солнцево. Проходит от улицы Богданова до Волынской улицы параллельно улице Авиаторов. В районе дома № 15 слева к нему примыкает улица Главмосстроя, а справа — улица Щорса. Нумерация домов начинается от улицы Богданова и отличается от принятой в Москве — нечётные номера домов располагаются справа при движении от начала проспекта.

## Происхождение названия
Проспект назван как один из центральных магистралей Солнцева.

## История
Образован 26 ноября 1984 года на месте улиц Кирова и Куйбышева, названных в память о советских государственных деятелях Сергее Кирове и Валериане Куйбышеве, города Солнцево, вошедшего в 1984 году в состав Москвы.

## Транспорт

### Метро
- Ближайшая станция метро — «Солнцево»

### Автобус
| 32:  | Мещерская • Говорово • Боровское шоссе • Новопеределкино • Рассказовка              |
| 275: | 5-й микрорайон Солнцева • Говорово • Мещерская • Кунцевская • Кунцевская            |
| 707: | Саларьево • Солнцево • Солнечная                                                    |
| 734: | Саларьево • Новопеределкино • Солнцево • Солнечная                                  |
| 752: | Беляево • Университет дружбы народов • Юго-Западная • Озёрная • Говорово • Солнцево |

«→» — остановки проходятся только при движении в прямом направлении; «←» — остановки проходятся только при движении в обратном направлении.